# Otto Ernst Schweizer
Otto Ernst Schweizer (ur. 27 kwietnia 1890 w Schrambergu, w Schwarzwaldzie, zm. 14 listopada 1965 w Baden-Baden) – niemiecki urbanista i architekt modernizmu.

## Życiorys
Schweizer uczył się zawodu geodety, w 1912 zdał egzamin zawodowy. Po tym jak w 1915 zdał eksternistycznie maturę na Oberrealschule (technikum) w Ludwigsburgu, rozpoczął w semestrze zimowym tego samego roku studia architektoniczne na Królewskiej Wyższej Szkole Technicznej w Stuttgarcie. Rok później przeniósł się na Królewską Bawarską Wyższą Szkołę Techniczną w Monachium, gdzie uczęszczał m.in. na wykłady Theodora Fischera. Latem 1917 zdał z wyróżnieniem egzamin dyplomowy i rozpoczął pracę w biurze projektowo-budowlanym fabryki broni Friedrich Krupp AG w Monachium-Freimann. Prowadził tam prace projektowe pod kierunkiem swojego byłego nauczyciela Theodora Fischera. W latach 1919–1920 był zastępcą architekta miejskiego w swoim rodzinnym Schrambergu. Kolejny rok przepracował w Biurze Rozwoju Miasta (niem. Stadterweiterungsamt) w Stuttgarcie jako specjalista do spraw urbanistyki, po czym zdał egzamin na budowniczego rządowego. W tym czasie poślubił Gertrud Schlauder, zaś rok później urodził się mu syn, Hanspeter. W latach 1921–1925 był miejskim radcą budowlanym w Schwäbisch Gmünd, po czym przez cztery lata pracował jako wyższy miejski radca budowlany (Oberstadtbaurat) w Norymberdze, prowadząc działy nowego budownictwa oraz do spraw doradztwa konserwatorskiego.
W 1928 r. Schweizer otrzymał złoty medal olimpijski w konkursie artystycznym IX Letniej Olimpiady w Amsterdamie za projekt norymberskiego Frankenstadion. W 1929 r., po odejściu z posady, pracował w Norymberdze jako prywatny architekt, zaś rok później został profesorem na Katedrze Budownictwa Miejskiego, Mieszkalnictwa i Budowy Osiedli na Wyższej Szkole Technicznej w Karlsruhe. W 1937 r. został członkiem Komisji Egzaminacyjnej Rzeszy, rezygnując z propozycji objęcia posady profesorskiej w Turcji. W czasie II wojny światowej został członkiem Rady do Spraw Odbudowy, działając jednocześnie jako konsultant i łącznik władz w północnej Badenii i północnej Wirtembergii.
W 1948 r. Otto Ernst Schweizer został członkiem zorganizowanej przez francuskie władze okupacyjne rady do spraw odbudowy pod nazwą Conseil Supérieur d’Architecture et d’Urbanisme (CSAU). W 1949 r. komisja organizacyjna parlamentu powołała go do zaprojektowania prowizorycznej dzielnicy rządowej w Bonn. Rok później otrzymał doktorat honoris causa Wyższej Szkoły Technicznej w Stuttgarcie. W 1951 został zaproszony na zjazd CIAM w Hoddesdon w Anglii. W 1955 r. został powołany na Berliński Uniwersytet Sztuk Pięknych, a w 1960 otrzymał honorowe obywatelstwo rodzinnego Schrambergu. Jeszcze w tym samym roku otrzymał Wielki Krzyż Zasługi Republiki Federalnej Niemiec i odszedł na emeryturę. Otrzymał jeszcze tytuł honorowego senatora Uniwersytetu im. Alberta Ludwiga we Fryburgu i doktorat honoris causa Wyższej Szkoły Technicznej w Wiedniu.

## Dzieła

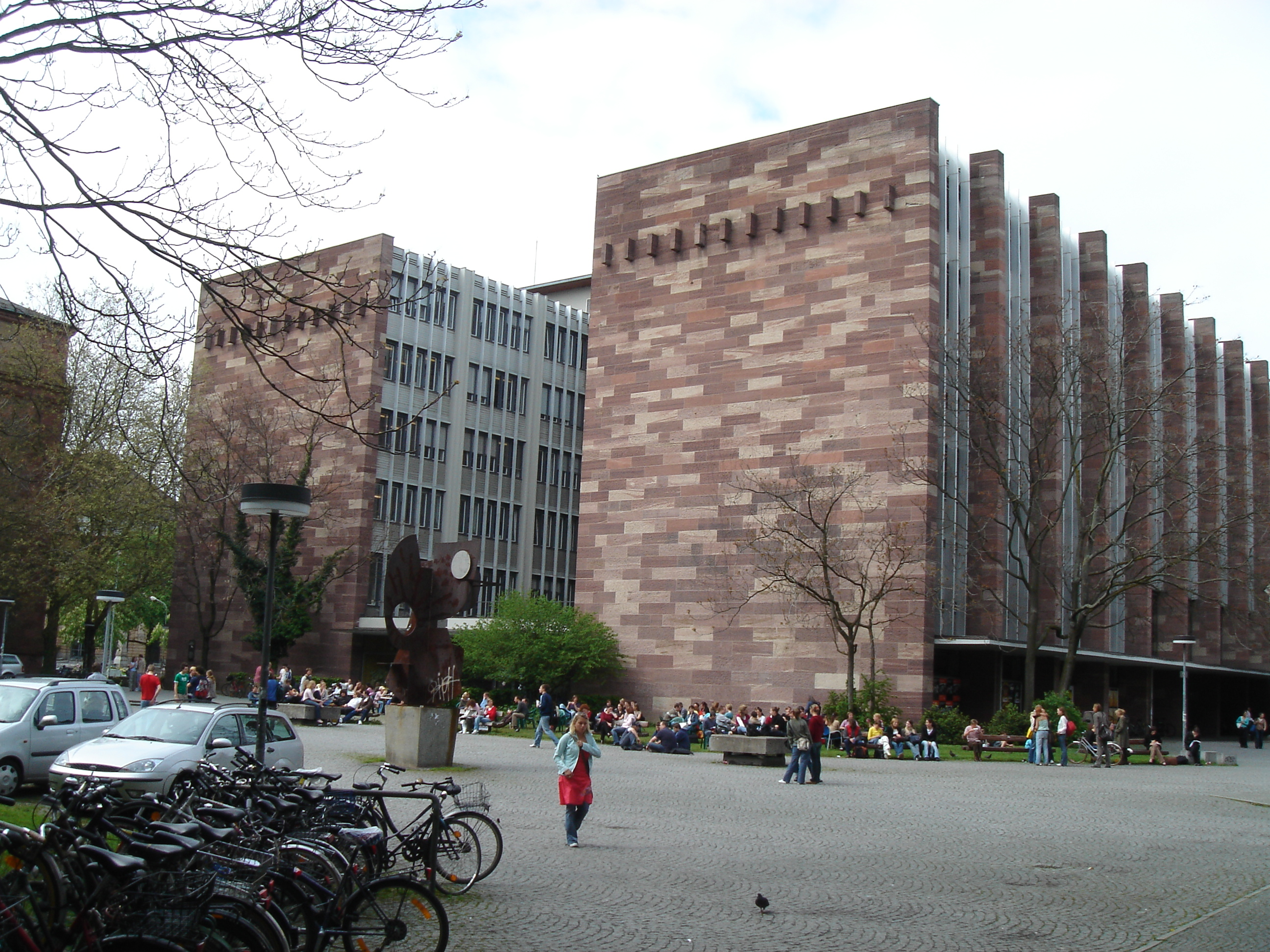
2O. E. Schweizer: Kolegium nr 2 Uniwersytetu we Fryburgu

- urząd pracy w Norymberdze, 1925–1926
- planetarium w Norymberdze, 1926
- Frankenstadion w Norymberdze, 1926–1928
- mleczarnia w Norymberdze, 1929–1930
- plan idealny wielkiego miasta, 1931 – krytyka, a jednocześnie przekształcenie idei Ville Radieuse Le Corbusiera
- Ernst-Happel-Stadion w Wiedniu
- odbudowa, nadbudowa i rozbudowa Wydziału Architektury Uniwersytetu w Karlsruhe, 1950
- budynek Uniwersytetu im. Alberta Ludwiga we Fryburgu Bryzgowijskim, 1955–1961